# روی اسوالت
روی اسوالت (انگلیسی: Roy Oswalt؛ زادهٔ ۲۹ اوت ۱۹۷۷) بازیکن بیس‌بال اهل ایالات متحده آمریکا بود.
از باشگاه‌هایی که در آن بازی کرده‌است می‌توان به تگزاس رنجرز اشاره کرد.
وی در مسابقات کشوری و بین‌المللی در مجموع برندهٔ ۱ مدال طلا شده‌است.